# Caspar Ziegler
Pour les articles homonymes, voir Ziegler.
Caspar (Kaspar) Ziegler est un juriste, poète et compositeur allemand né à Leipzig le 15 septembre 1621 et décédé à Wittemberg le 17 avril 1690.

## Biographie

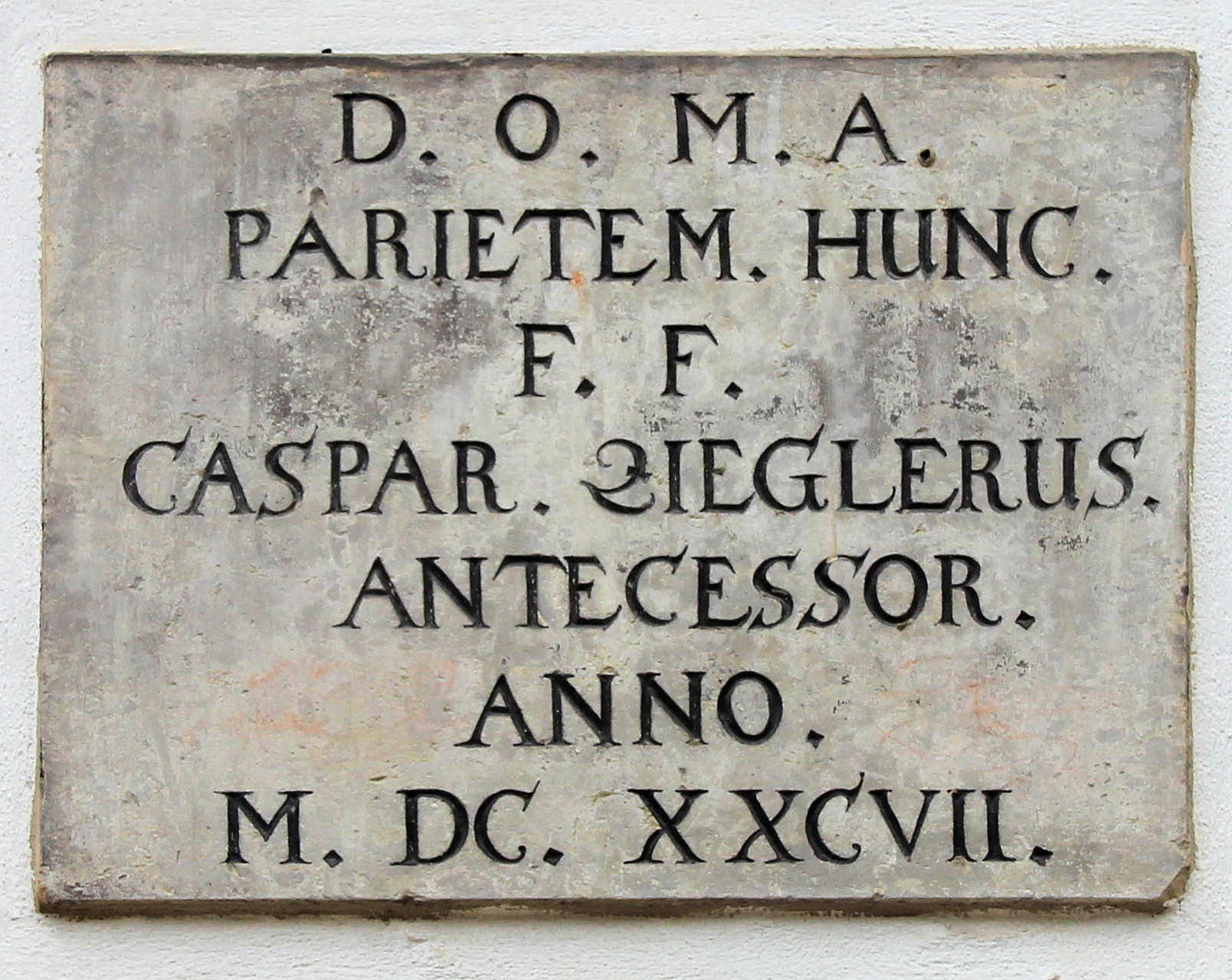
Plaque commémorative à Wittenberg

C'est le fils de Caspar Ziegler, avocat et conseiller municipal de Leipzig, et de Anna (née Walter). Il est issu d'une vieille famille noble ayant fait fortune en Perse. À trois ans il se blesse dans un escalier à colimaçon. Bien que ses parents aient subi les affres de la guerre de Trente Ans, ils permettent à leur fils d'entrer à l'université de Leipzig. Il obtient son baccalauréat en 1638 et, sur les conseils de son père, rejoint en janvier 1641 l'université de Wittenberg. Ziegler assiste alors aux conférences de August Buchner, Johannes Scharf, Johann Sperling et Nikolaus Pompejus mais revient à Leipzig un an et demi plus tard pour des raisons financières. Il y suit alors des études de philosophie puis de droit à Iéna. Caspar Ziegler est alors nommé professeur à l'université de Wittenberg où il gravira les échelons successifs pour accéder au rectorat. Il œuvrera particulièrement pour " remonter " l'université après les dévastations dues à la guerre de Trente Ans. Une fièvre causée par une jambe cassée entraînera sa mort. Il est enterré à l'église du château de Wittenberg le 24 avril.
Il se maria trois fois : le 17 février 1663 avec Catharina Leyser, une veuve (née Bose). Morte 13 ans plus tard, le 30 juin 1676, Catharina ne donna pas d'enfants à Caspar. Le 19 août 1678, il épousa Maria Elisabeth Klaubarth, veuve du maire de Naumbourg, Andreas Frauendorff (de cette union naquit Johanna Regina Ziegler le 29 juin 1679) et enfin le 14 avril 1684, à Wittenberg, il mit la bague au doigt de Johanna Barbara, la fille d'un avocat de Dresde Georg Börner (cette union ne vit également aucune naissance).
Johann Sebastian Bach a repris son Ich freue mich in dir («Je me réjouis en toi ») dans ses cantates BWV 133 et BWV 197a, dans ses chorals BWV 398 et BWV 1125 ainsi que dans son air spirituel BWV 465.

## Œuvre
- Jesus oder zwanzig Elegien über Geburth, Leiden u. Auferstehung unseres Herrn. Leipzig 1648
- Ad noctes atticas Auli Gelli de solis et Iunae defectibus. Leipzig 1648
- Weihnachtsdichtung, in: Vier gelehrter Poeten Gedichte über die gnadenreiche Geburt Jesu Christi. Oels 1653
- Von den Madrigalen ...  Leipzig 1653, Wittenberg 1685 Digitalisat, Frankfurt/Main 1971
- Notae et animadversiones Wittenberg 1666
- Jus canonicum ad J.P. Lencelotti Institiones enucleatum. Wittenberg 1669
- Diatribe canonica de dote ecclesiae.
- De juribus Majestatis. Wittenberg 1668
- Rebulistica sive de artibus rabulariis.
- De poenis. Wittenberg 1674
- Der nunmehr an das helle Tageslicht gestellte Rabulist oder Zungen-Drescher: Das ist: Die meiste Beschreibung schlimmer und böser Advocaten, Wie sie mit ihren Griffgen, Finten, und allerhand Arthen Inventionen, dadurch sie manchen umb Geld, Guth, Ehre und alle das Seinige bringen, und tausenderley andere Stückgen practiciren und verüben, ziemlich abgemahlet sind ; Aus dem Lateinischen ins Teutsche mögligst treuligst übersetzet. Wittenberg 1688